# برگن (زاکسونی)
برگن (به آلمانی: Bergen) یک شهر در آلمان است که در زاکسن واقع شده‌است. برگن ۱٬۰۶۰ نفر جمعیت دارد.